# Новосильцев, Василий Яковлевич
Василий Яковлевич Новоси́льцев (Новоси́льцов) (1680 — 1743, д. Горы Касимовского уезда) — русский государственный деятель, президент мануфактур-коллегии (1722—1727), сенатор (с 1727), тайный советник (1730; с 1731 года именовался генерал-кригс-комиссаром). 

## Биография
Из рода Новосильцевых. В 1695 году служил жильцом (чин). Быстро выдвинулся: В 1699 году был назначен воеводой в Соликамск, а уже в 1700 году — воеводой в Пермь, где находился, вероятно, до 1705 года. 
С 1705 года служил в Кригс-комиссариате (ведомстве, отвечавшем за денежное довольствование и материальное снабжение войск), где успешно продвигался по служебной лестнице: в 1712 году был произведён в обер-кригс-комиссары. Пользовался доверием царя Петра Первого, который в 1618 году поручил ему участвовать в следствии над своим сыном Алексеем. В  1720 году Новосильцев, продолжая служить в провиантском ведомстве, был повышен до  обер-штер-кригс-комиссара (чин IV класса табели о рангах).  
В 1722 году был назначен главой (президентом) мануфактур-коллегии (фактический аналог министерства промышленности). В 1727 году мануфактур-коллегия была временно ликвидирована, а её функции переданы: частично Коммерц-коллегии, частично в Сенат, при котором была учреждена Мануфактур-контора. Новосильцев при этом стал сенатором и главой Мануфактур-конторы при Сенате.
В Сенате Новосильцев являлся членом нескольких комиссий, а при воцарении Анны Иоанновны поддержал её в конфликте с Верховным тайным советом, чем заслужил её расположение. Тайный советник (1730).
Однако, уже 1731 году Мануфактур-контора претерпела очередную реорганизацию, и, вместе с Берг-коллегией, была передана в Коммерц-коллегию, которая после этого была разделена на три «экспедиции» (департамента). При этом Новосильцев не получил должность главы Коммерц-коллегии, и вернулся в Кригс-комиссариат. Генерал-кригс-комиссар (1731; переименован из тайных советников). В 1733—1736 годах — главный директор Кригс-комиссариата и член Военной коллегии.
14 февраля 1740 Новосильцев был награждён орденом Святого Александра Невского. На тот момент это был всего один из двух орденов России, и за десять лет царствования Анны Иоанновны его получили всего 53 человек (в среднем немногим более пяти награждений в год). Однако, в том же году отношения Новосильцева с императрицей и её фаворитом Бироном испортились. После ареста Волынского, одним из друзей которого считался Новосильцев, тот попал в опалу и был подвергнут допросу по этому делу. Однако, уже в 1741 году, после смерти Анны Иоанновны, участвовал в следствии и суде над отрешённым от власти Бироном. Вероятно, только при воцарении Елизаветы Петровны (а не при падении Бирона), Новосильцев, который считался сторонником Анны Леопольдовны, был лишён всех должностей и выслан в свои касимовские деревни.
Скончался в 1743 году в своей усадьбе Горы Касимовского уезда.